# Florent Mathieu
Pour les articles homonymes, voir Mathieu.
Florent Mathieu, né le 19 mars 1919 à Quaregnon et mort le 2 mars 1999 à Mons, est un coureur cycliste belge, professionnel de 1946 à 1952.

## Palmarès
- 1946
  - 1re étape du Tour de Belgique indépendants
  - 3e étape du Tour du Limbourg amateurs
  - Circuit de l'Ouest à Mons
  - Bruxelles-Liège
  - 2e du Championnats de Belgique de cyclisme sur route indépendants 
  - 2e de Omloop der Vlaamse Gewesten Indépendants
  - 2e du Tour du Limbourg amateurs
  - 3e de Antwerpen-Oostende Indépendant
  - 3e de Liège-Charleroi-Liège
- 1947
  - 1re étape du Omnium de la route (CLM)
  - 3e de Liège-Bastogne-Liège
- 1948
  - 2e de À travers les Flandres
- 1949
  - 7e de Paris-Roubaix
- 1950
  - Kampenhout-Charleroi-Kampenhout

## Résultats sur le Tour de France
3 participations
- 1947 : 27e au classement général.
- 1948 : 30e au classement général.
- 1949 : 37e au classement général.